# George Bellew
George Rothe Bellew (Dublino, 13 dicembre 1899 – Surrey, 6 febbraio 1993) è stato un ufficiale irlandese.

## Biografia
Era il figlio di Richard Eustace Bellew, figlio di Edward Bellew, II barone Bellew, e di sua moglie, Gwendoline Herbert-Huddleston. Studiò a Wellington College, nel Berkshire,  e al Christ Church di Oxford. 

## Carriera
Allo scoppio della seconda guerra mondiale, con il grado di Squadron Leader entrò nella Royal Air Force Volunteer Reserve. 
Ricoprì la carica di Somerset Herald of Arms in Ordinary (1926-1950). Dal 1935 ricoprì la carica di cancelliere del Collegio d'Armi, una posizione che ha mantenuto fino al 1945. Nel 1950, è stato nominato Re d'armi della Giarrettiera, carica che ricoprì fino al luglio 1961.
Nella sua qualità di Re d'armi della Giarrettiera, egli fu il primo a leggere pubblicamente il proclama del Consiglio di adesione, nel 1952, che dichiarò l'ascesa della regina Elisabetta II al trono britannico. Fu anche segretario del Ordine della Giarrettiera (1961-1974).

## Matrimonio
Sposò, il 24 settembre 1935, Ursula Kennard Cull (?-1994), figlia di Anders Knos Cull. Ebbero un figlio:
- Richard George Bellew (29 dicembre 1936), sposò Shona Deirdre Leask, ebbero tre figli.

## Morte
Morì nel 1993 ed è sepolto nella Church of St Benet Paul's Wharf.

## Onorificenze

### Onorificenze britanniche
| Controllo di autorità | VIAF (EN) 41474079 · ISNI (EN) 0000 0001 1093 8746 · LCCN (EN) no99036179 · GND (DE) 107663995X · J9U (EN, HE) 987007381830005171 |